# Teradata
Teradata Corporation — американська компанія, що займається програмним забезпеченням, надає базу даних, продукти та послуги, пов'язані з базою даних та аналітикою. Компанія була створена в 1979 році в Брентвуді, Каліфорнія, в результаті співпраці дослідників з Каліфорнійського технологічного інституту і групи передових технологій Citibank.

## Огляд
Teradata — компанія, що займається розробкою програмного забезпечення для підприємств, що розробляє та продає передплату на програмне забезпечення для аналізу баз даних. Компанія надає три основні послуги: бізнес-аналітика, хмарні продукти та консалтинг. Вона працює в Північній і Латинській Америці, Європі, на Близькому Сході, в Африці та Азії.
Штаб-квартира Teradata знаходиться в Сан-Дієго, Каліфорнія, в США є й додаткові головні офіси в Атланті та Сан-Франциско, де розташовуються дослідження та розробки центру обробки даних. Teradata публічно торгується на Нью-Йоркській фондовій біржі (NYSE) під біржовим символом TDC. Стів Макміллан — президент та головний виконавчий директор компанії з 2020 року. Станом на 9 лютого 2020 року прибуток компанії склав 1,836 мільярда доларів, чистий прибуток — 129 мільйонів доларів, і 8 535 співробітників по всьому світу.